# 21410 Cahill
21410 Cahill è un asteroide della fascia principale. Scoperto nel 1998, presenta un'orbita caratterizzata da un semiasse maggiore pari a 2,2801899 UA e da un'eccentricità di 0,1303903, inclinata di 1,74925° rispetto all'eclittica.